# 弗朗西耶尔 (索姆省)
弗朗西耶尔（法語：Francières，法語發音：[fʁɑ̃sjɛʁ]）是法国上法蘭西大區索姆省的一个市镇，属于阿布维尔区。

## 地理
弗朗西耶尔（50°4'20"N, 1°56'30"E）面积5.81 平方千米，位于法国上法蘭西大區索姆省，该省份为法国北部沿海省份，北起加来海峡省和北部省，西接滨海塞纳省和大西洋英吉利海峡，南至瓦兹省，东临埃纳省。
与弗朗西耶尔接壤的市镇（或旧市镇、城区）包括：阿伊勒欧克洛谢、贝朗库尔、比尼拉贝、科克雷勒、蓬雷米。
弗朗西耶尔的时区为UTC+01:00、UTC+02:00（夏令时）。

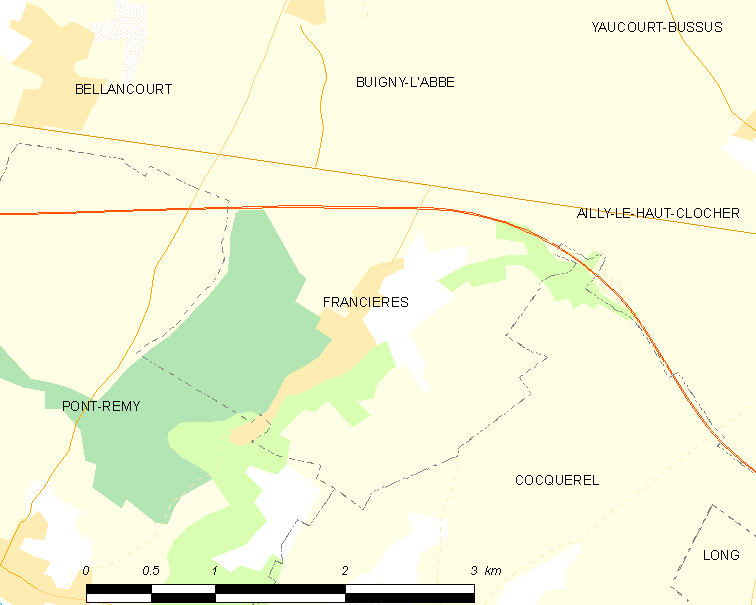
弗朗西耶尔的OSM定位图

## 行政
弗朗西耶尔的邮政编码为80690，INSEE市镇编码为80344。

## 政治
弗朗西耶尔所属的省级选区为吕镇县。

## 人口

1962-2008年间弗朗西耶尔人口变化图示

弗朗西耶尔于2022年1月1日时的人口数量为172人。